# Kostel svatého Kříže (Zlaté Hory)
Kostel svatého Kříže se nachází v severní části města před bývalou Dolní branou v ulici Polská ve Zlatých Horách v okrese Jeseník. Ministerstvem kultury České republiky byl v roce 1992 prohlášen kulturní památkou ČR. Patří římskokatolické farnosti Zlaté Hory, děkanát Jeseník, diecéze ostravsko-opavská.

## Historie
První písemná zmínka o existenci městského špitálu ve Zlatých Horách je z roku 1552. V jeho blízkosti nechal postavit měšťan Johann Georg Nentwig, poštmistr a výběrčí daní ve Zlatých Horách, kapli (před rokem 1687). V blízkosti kaple byl v roce 1695 založen nový hřbitov. Pozemek tzv. Dolní zahrada, dalo k dispozici město. Naproti kapli v roce 1738 byl založen chudobinec (v roce 1899 byl přestavěn). V období prusko-rakouské války bylo v roce 1741 město pruskými vojsky obleženo a zapáleno. Při požáru shořelo na 300 domů včetně této kaple. Položení základního kamene nového kostela v roce 1764 se zúčastnil vratislavský knížecí biskup hrabě Filip Gotthard von Schaffgotsch. Dostavěn byl v roce 1768 a zasvěcen byl 6. září 1772 opět vratislavským biskupem Schaffgotschem. Náklady na stavbu činily 2347 tolarů a 33 grošů. V roce 1837 byla vyměněna střecha věže, v roce 1888 byl poprvé opravován, v roce 1906 byla opět vyměněna věžní hlavice a v letech 1997–1999 proběhla opravy krovů, střechy fasády a vstupních dveří. V období 2000–2006 bylo přistoupeno k opravě interiéru. Obnova kostela proběhla v za podpory Programu regenerace a Havarijního programu Ministerstva kultury ČR.
K jižní straně kostela byla v letech 1864–1873 přistavěna budova městské nemocnice (částečně sloužila jako útulek pro místní staré občany). Do roku 1945 zabezpečovaly provoz chudobince a nemocnice řeholní sestry řádu boromejek.

## Popis
Kostel je orientovaná barokní jednolodní zděná stavba na půdorysu obdélníku s půlkruhovým kněžištěm, na jehož jižní straně je přistavěna sakristie zaklenuta valenou klenbou s lunetami. Kněžiště je zaklenuto konchou se dvěma výsečemi, která je nesena na oběžné římse podepřenou čtyřmi pilastry. Okna s půlkruhovým záklenkem jsou prolomena v bocích kněžiště. Vítězný oblouk je půlkruhový na pilastrech. Loď je zaklenuta valenou klenbou s výsečemi, které nasedají na pilastry. Kruchta je posazena na dvou zděných pilířích, je podklenuta třemi klenebními poli (krajní je křížové, prostřední je zaklenuto plackou). V západní průčelí je vchod s půlkruhovým záklenkem. Okna po stranách vchodu jsou se segmentovým zakončením. Na hlavní římsu nasedá štít s dvojicí pilastrů, které nesou konkávně prohnutou římsu s barokním tympanonem. Mezi pilastry je okno. Fasáda je lodi a kněžiště je členěna podnoží, lizénami a korunní římsou. Střecha je sedlová nad kněžištěm zvalbená. Na hřebenu střechy je zvonice s cibulí, lucernou a makovicí.